# 氣候變化緩解經濟學

美國國家海洋暨大氣總署（NOAA）之下的國家環境資訊中心提供的資料，顯示該國因天氣與氣象事件（每次導致損失成本高於10億美元的）日益增加，1980年-2022年期間平均一年發生8.1次，2018年-2022年期間平均一年發生18次。自1980年起到2023年11月初期間，已累積發生過373次事件，累積損失2.645兆美元（經2023年消費者物價指數調整）。

氣候變化緩解經濟學（英語：Economics of climate change mitigation）是與氣候變化緩解相關經濟學中的一個單元，目的在研究限制長期氣候變化行動的經濟學。這是個複雜且不斷發展的領域，因為沒有單一「最佳」方法來緩解氣候變化，並且不同緩解方案的成本和收益將根據一系列因素而有所不同，包括實施的具體政策、企圖心水平，以及不同國家的科技和經濟發展。
這門經濟學的主要挑戰之一是這個問題的長期性。氣候變化是個累積性問題，表示今天溫室氣體排放的影響將在未來許多年仍會持續，而讓緩解措施的全部成本和效益量化變得困難，因為氣候變化的一些最重要的影響可能需要幾十年的時間才能感受到。
另一個挑戰是問題所具的全球性。氣候變化是一個全球性問題，需要全球性的解決方案。然而，不同國家緩解氣候變所花費的經濟成本和效益存在很大差異。例如，開發中國家通常容易受到氣候變化的影響，但它們可用於緩解的投資資源也較少。
儘管面臨挑戰，經濟學家越來越一致認為，對氣候變化不採取行動的成本將遠大於緩解行動的成本。多項研究估計，氣候變化造成的經濟成本高達數兆美元，而且隨著全球持續變暖，預計這些成本還會上升。

## 公共財問題
大氣層是一種國際公共財，溫室氣體排放是一種國際性外部性因素。而發生於大氣層品質的變化並不會以公平方式影響到所有人及國家的福祉。

### 異質性
溫室氣體排放量在世界各地並非以均勻形式分佈，氣候變化的影響也是如此。通常已開發國家的排放量會高於平均水平，但其擁有較好的調適能力。排放量相對較低的開發中國家卻缺乏調適的經費與能力。有些國家可從他國的緩解行動中受益（搭便車），甚至能享受此類貿易和/或投資的收益。這類緩解利益分配不均，以及搭便車問題，會讓目的在透過減少溫室氣體排放的《巴黎協定》所設定的控制全球升溫目標難以達成。

### 代際移轉
緩解氣候變化行動可視為將財富從當代人移轉給後代。緩解的程度決定子孫將來可獲得資源（例如環境資源或材料資源）的組成。緩解的成本和收益在各世代之間並非以平等方式分擔：子孫後代能從行動中受益，而當代人則須承擔其成本，且不一定能直接受益。如果當前這一代也能從緩解行動中受益，會導致他們更願意承擔這類成本。

## 減少排放的政策和方法

### 價格訊號

#### 碳定價
碳定價是種就碳排放進行定價的系統，目的在於減排。各式定價法中包括有碳交易、氣候融資、排放權交易等 。碳定價可促進碳稅設立，讓政府得以就排放徵稅。

#### 碳稅
碳稅被認為有用的原因是創立之後，政府將受益於稅收，或是將排放減少，或兩者兼而有之，因而可對環境有益。多數人幾乎一致認為碳稅是對氣候變化和碳排放能產生實質和快速反應最具成本效益的方法。但此種稅收遭到強烈反對的原因，包括它被視為一種累退稅，對那些必須將大部分收入花費在家庭能源上的窮人會造成超額比例的損害。儘管如此，幾乎普遍的意見是徵稅後將其重新分配仍然存在問題，核心問題之一是這類稅收將以何種方式分配。
碳稅的部分或全部可用於防止碳稅對窮人造成的不利影響。

### 結構性市場改革
一些國家於1990年代開展的市場導向改革對能源使用、能源轉換效率以及溫室氣體排放產生重要影響。研究人員Bashmakov等人進行的文獻評估研究（2001年：409）以中國為例（中國進行結構性改革，以增加國內生產毛額（GDP））。Bashmakov等人發現中國自1978年以來的能源使用量平均每年增加4%，但為產生每單位GDP所使用的能源數量卻在減少。

#### 排放權交易
除實施指令式規則（如碳稅）外，政府還可採用基於市場的環境政策工具
來減少排放。其中一種是排放權交易，政府將所有排放污染的總量設下上限，並透過拍賣或分配的方式頒發許可證，通常是以二氧化碳當量（CO2e）排放噸數計算。換句話說，每個實體在此體系中可排放的污染物量受到其取得的許可數量限制。如果實體想要增加排放量，他們只能從願意出售排放許可配額者那裡購買後才能排放。許多經濟學家偏好這種減排方法，因為其具有市場機制，且有很高的成本效益。話雖如此，僅靠排放權交易還不算完美，因為此法未能對排放權設定明確的價格。如果沒有確定價格，由於許可的排放總量為固定，變得價格完全由需求變化決定，會發生波動。企業尤其不喜歡這種不確定的價格，而讓他們無法有信心去投資於減排技術，最終會阻礙減排的工作。雖然單獨依靠排放權交易無法將污染物減少到穩定全球氣候的程度，但仍是應對氣候變化的重要工具。

### 去增長
對於新經濟的會計方法有迫切的需求，但也存在爭議，包括對現實環境積極影響（如空氣品質改善和森林保護等相關無利可圖的工作、生活方式的深遠結構性變化，以及承認並超越GDP等當前經濟學的限制）的直接監測和量化。有些人認為要有效緩解氣候變化，就必須進行去增長，而另一些人則認為生態-經濟脫鉤既能繼續保持傳統GDP的高增長率，又足以限制氣候變化。還有關於如何轉變經濟體系以實現永續性的研究和辯論 - 例如如何將其工作和諧地轉變為綠色工作 - 公正轉變 - 以及經濟的相關部門 - 例如可再生能源產業和生物經濟 - 可得到充分支持。
雖然去增長通常被認為與生活水準下降和緊縮措施有關聯，但其許多支持者設法擴大公共財（例如大眾運輸）、增進健康（健康、福祉和遠離疾病）並增加各種形式，通常是非常規以公共資源為導向的勞動力。為此，有些人認為先進技術的應用和各種需求的減少（包括透過總體減少勞動時間或以恰好滿足為導向的策略）就很重要。

### 逐步取消化石燃料補貼
許多國家都提供大量的化石燃料補貼。 估計全球許多國家於2019年的化石燃料消費補貼總額為3,200億美元，截至2019年，各國政府每年對化石燃料的補貼約為5,000億美元：然而國際貨幣基金組織使用非常規的補貼定義（包括未能為溫室氣體排放定價）估計全球在2017年的化石燃料補貼為5.2兆美元，佔全球GDP的6.4%。一些化石燃料公司會為此而對政府進行遊說。
經濟理論指出最適宜的政策是取消煤礦開採與使用補貼，並以最適宜的稅收取代。全球研究顯示即使不引入稅收，將部門層面的補貼和貿易壁壘移除也可提高效率並減少環境破壞。:568取消這些補貼可大幅減少溫室氣體排放並創造可再生能源產業的就業機會。

### 國際政策

#### 巴黎協定
《巴黎協定》，通常簡稱為《巴黎協定（Paris Accords）》或《巴黎氣候協定（Paris Climate Accords）》，是項關於氣候變化的國際條約，於 2015年通過，涵蓋氣候變化緩解、調適和融資。 《巴黎協定》由196個成員在法國巴黎附近舉行的2015年聯合國氣候變化大會上談判達成。截至2023年2月，UNFCCC的195個成員是該協議的締約方。在尚未批准該協議的3個UNFCCC成員中包含伊朗（也是主要排放國之一）。美國曾於2020年退出該協議，但於2021年重新加入。
《巴黎協定》的長期目標是維持全球平均氣溫，不超過第一次工業革命之前平均氣溫的2°C (3.6°F)，最好是讓升溫控制在1.5°C (2.7°F)，達到此目標可把氣候變化的影響大幅降低。將盡最大能力降低溫室氣體排放，在21世紀中期前達到碳中和的程度。為能達到升溫低於1.5°C，排放必須在2030年前降低約50%。這個目標是所有締約國家自定貢獻加總的結果。

#### 其他政策
- 監管工具：此類工具可能涉及為各種產品和流程制定監管標準，供各國採用。另一選擇是設定國家排放限額。但後者會導致效率低下，原因為各國減排的邊際成本並不相同。[16]:430

如歐盟的"限額與交易"系統也被採用。
- 碳稅：此提供一種潛在具有成本效益的減少二氧化碳排放方法。與排放權交易相比，國際稅或協調稅（每個國家保留其收取的此類收入）為可能的減排成本提供更高的確定性。混合政策也是如此（參見碳稅#Alternatives）。[16]:430

#### 國際協議的效率
為分析的目的，可將效率與公平性兩者分開。:30有建議認為許多開發中國家的能源效率較低，因此應先在這些國家減少排放。提高效率的政策有幾種，包括：:34
- 產權改革。例如可透過產權改革以減少森林砍伐。
- 行政改革。例如在許多國家，電力按生產成本定價。然而經濟學家建議電力與任何其他商品一樣，應以有競爭力的價格定價。[53]
- 監理非溫室外部性。除溫室氣體排放外，還有外部因素，例如交通堵塞導致空氣污染。解決這些外部性問題，例如透過擁塞費（英语：Congestion pricing）和能源稅（英语：Energy tax），會有助於降低空氣污染和溫室氣體排放。

#### 一般均衡理論
國際減排協議能產生的效率之一是參與行動。為提高效率，減排機制要求所有排放者負擔相同的排放成本。:30排放者僅部分參與會顯著降低減排政策的有效性。原因是全球經濟上已實際透過貿易而連結在一起。
一般均衡理論指出部分參與有許多難以解決的問題。例如從對排放設有監管的國家往監管較少的國家的碳洩漏（排放）。其中一例是由於已開發國家嚴格監管，而導致如鋁生產等污染產業被轉移到開發中國家。洩漏是執行緩解政策時的一種"溢出"效應。
估計溢出效應，無法得到確定的數值。如果僅有《京都議定書》附件一所列的國家實施減排政策，一些研究人員所得的結論是外溢效應可能會讓這些政策失效，甚至會導致全球排放量增加。其他人則認為，外溢效應可能產生益處，並降低開發中國家的排放強度。

#### 綜合性
講求效率之時也要求將減排成本最小化。:31此表示所有溫室氣體（二氧化碳、甲烷等）都包括在減排政策之內，也包括有碳匯。也許最具爭議的是對效率的要求，表示卡亞等式所有成分都包含在緩解政策中。卡亞等式的組成部分是：
- 每單位能源的二氧化碳排放量（排放強度（英语：Emission intensity），也稱碳強度）
- 每單位產出使用到的能源（能源轉換效率）
- 人均經濟產出，以及
- 人口數量。

對效率的要求是與前述每個組成部分的緩解邊際成本相等。換句話說，從提高長期緩解效率的角度來看，人口控制與提高能源轉換效率的工作同樣具有"有效性"。

#### 國際協議中的平等
根據研究人員Bashmakov等人報告（2001年:438–439）在如何評估特定氣候政策的公平性，不像對效率的評估一般，尚未達成共識。研究人員Edmonds等人研究報告（1995年）估計這並不妨礙對特定政策如何影響福利的研究。Bashmakov等人研究報告估計（2001年：439）在穩定國家排放（而不進行碳權交易）的政策到2020年將會把超過80%的總成本轉移到非經合組織地區。全球採用同一碳稅將導致世界各地減排成本的負擔不均，且會隨著時間演進而改變。在有全球可交易碳權配額制度下，福利影響會因配額分配不同而有差異。

## 金融

圖表顯示全球公司、政府與家庭承諾增加去碳化的投資金額，領域包括再生能源（太陽能與風能）、電動載具、能源儲存、節能供熱系統、碳捕集與封存以及氫能源。

彭博有限合夥企業所屬研究機構報導，全球於2022年於能源轉換（至綠色能源）的投資首次與在化石燃料的投資金額相等。

全球在綠色能源的投資增長，受惠於Covoid-19大流行後的經濟復原、大流行期間高價化石燃料影響，以及許多國強化支持政策。

聯合國氣候變化綱要公約（UNFCCC）第4.2條要求工業化國家"領頭"減少排放。《京都議定書》向開發中國家提供僅為有限的財政支持，協助其進行減緩和調適氣候變化的行動。:233此外，由於2007年—2008年環球金融危機，導致私營部門在中短期內可能會抑制對氣候變化減緩和調適的投資。:xix
國際能源署估計，無論氣候變化如何，開發中國家在各部門所需的基礎投資之外另外還需要1,970億美元，金額是已開發國家在2010年聯合國氣候變化大會（UNFCCC締約方第16次會議）中承諾提供金額的兩倍。因此有種新籌資法正在開發中，以確保能為緩解行動提供資金。做法涉及資金槓桿作用，透過公共融資來鼓勵私人投資加入。
私部門往往因缺乏市場激勵而不願為開發中國家和新興經濟體的低碳技術提供資金。所涉及的已知風險很多，特別是：
1. 與政治不穩定、不確定的產權和不熟悉的法律架構相關的政治風險（英语：Political risk）。[64]
2. 如果取得的是外幣資金，對借款國家而言則涉及匯率風險。[64]
3. 監管和政策風險 - 例如當國家答應提供的激勵措施並未兌現，或即使提供，卻未涵蓋整個投資期間。[64]
4. 執行風險 - 當地專案開發商/公司可能缺乏有效執行專案的能力和/或經驗，其相關風險。[64]
5. 技術風險 - 涉及低碳的新技術可能無法達到預期的效果。[64]
6. 當投資者從未參與過此類專案時，會因不熟悉而可能產生的風險。[64]

由已開發國家提供的資金可幫助減輕前述風險，並鼓勵更多的私人資金加入，目前的目標是每投下1美元的公共資金可吸引3美元的私人投資。:4公共資金可透過下列方式在最大限度內將私人投資風險降低。
- 國際公共金融機構提供貸款擔保，以助於降低私人貸款者的風險。[64]
- 提供保險以保護投資者免受鼓勵低碳技術的政府政策（例如上網電價補貼政策）遭到改變或是中斷的風險。[64]
- 透過提供外匯流動性信用額度來幫助降低外國貨幣借款的相關風險，當項目因本國貨幣貶值而需要資金時，可動用此類信用額度，但當項目有財務盈餘時即可償還。[64]
- 承諾基金是種投資工具，用於支持小型項目或無法獲得足夠股權的項目。在此模式下，公共財政贊助者認購少量股權作為錨定，並鼓勵私人投資者（如主權財富基金、大型私募股權公司（英语：Private equity firm）和退休基金（英语：pension fund））更大額的投入承諾。私人股權投資者往往會趨於規避風險，而專注於項目的長期盈利能力，因此所有項目都必須符合投資者的受託義務。[64]
- 次級股權基金 - 公共財政也可透過認購次級股權，表示其股權的償還順序低於其他股權投資者的。[64]次級股權的功能在透過確保優先股權投資者對利潤享有優先分配的權利，以提高這類投資者風險調整後的回報。[64]只在優先股權投資者取得報酬之後，次級股權基金才得參與利潤分配。[64]

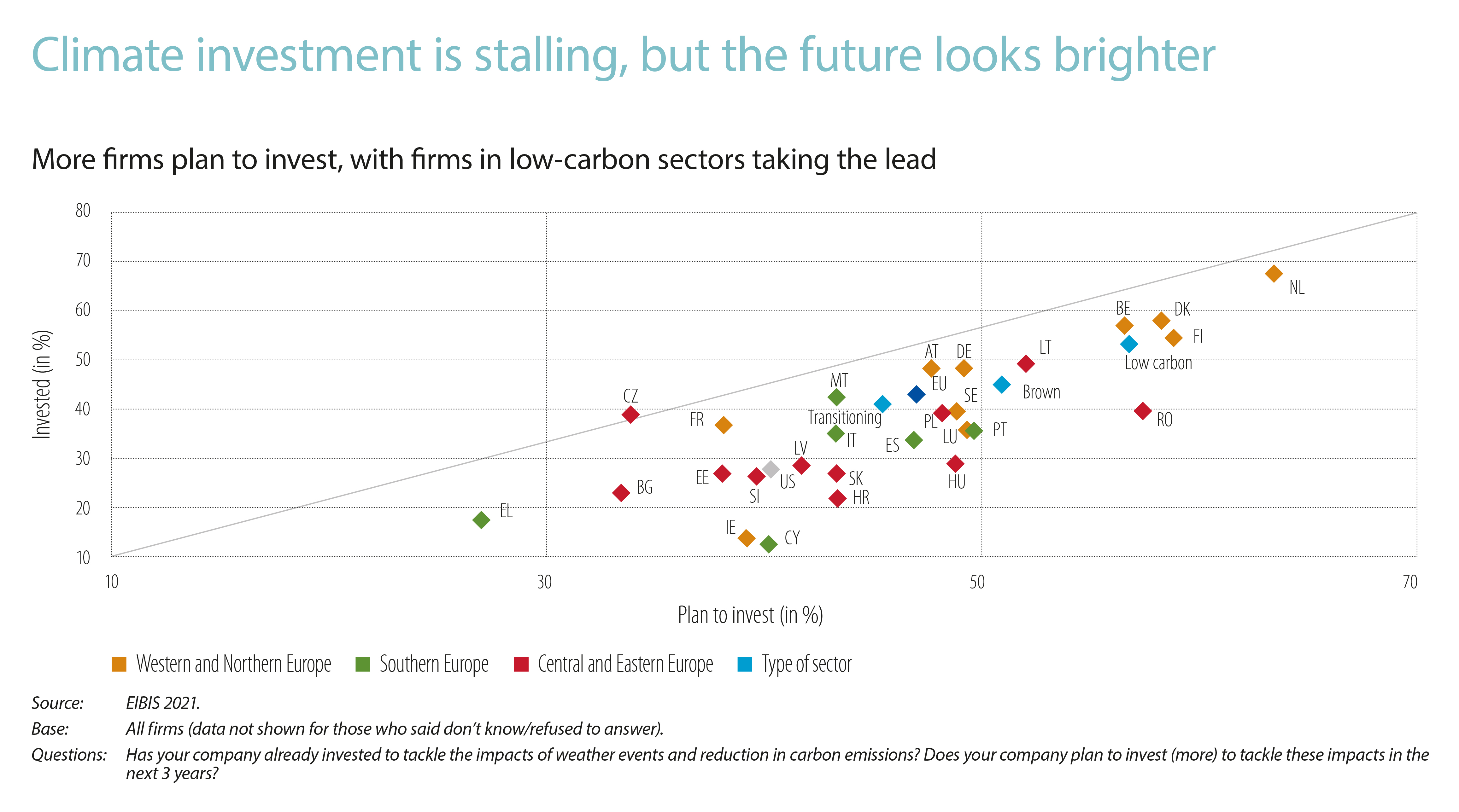
有更多歐洲公司計劃投資於低碳領域，並著手處理氣候變化問題。

歐洲投資銀行（EIB）於2021年進行的一項投資調查，發現在COVID-19大流行期間，有43%的歐盟企業依然處理氣候變化問題，縱然疫情對企業造成影響，但計劃進行氣候相關投資的企業比例上升至47%。在2020年，氣候相關投資比例為41%。
有62%的歐洲人認為綠色轉型將會降低他們的購買力。
東歐和中亞企業在綠色管理行動的平均品質落後於南歐同行，特別是在特定的能源消耗和排放目標方面。消費者壓力和能源稅等外部變數比企業本身的規模和存在歷史等方面更能影響綠色管理行動的品質。財務限制較少且綠色管理行動較強的公司更有可能投資於更多種類的綠色倡議。投資於能源轉換效率對企業獲利和環境都有好處。

### 歐洲
EIB計劃在2030年之前提供1兆歐元的氣候投資，以支持歐洲綠色協議。EIB董事會於2019年批准氣候行動和環境永續性的新目標，以逐步淘汰化石燃料融資。該銀行預定到2025年將把用於氣候行動和環境永續發展的融資比例提高到50%。EIB集團宣布到2020年底，將所有融資與《巴黎協定》的目標維持一致。銀行的目標是"在動員所需資金方面發揮領導作用，以實現將全球升溫幅度控制在遠低於2°C的承諾，目標是1.5°C。"EIB在2018年至2022年間向永續藍色經濟（與海洋棲息地有關聯）提供的貸款總額為67億歐元，因而吸引投資238億歐元，以及投資28億歐元於海上再生能源。EIB在同一時段內撥款約8.81億歐元用於協助廢水處理、暴雨水和固體廢棄物處理，以減少污染物進入海洋的數量。
一項於2020年所做的查發現45%的歐盟企業已投資於氣候變化緩解或調適措施，而美國在此的比例為32%。計劃未來投資於此領域的公司在COVID-19大流行之後的幾年裡，會呈越來越少的趨勢。 40%的歐洲企業希望在未來三年內投資氣候措施。而在2020年的投資比例在西歐和北歐為50%，在中歐和東歐為32%不等。大多數歐洲公司（75%）表示監管和稅收不確定性會阻礙它們投資於氣候相關項目。
根據一項在2020年所做的市政調查，有56%的歐盟城市已增加氣候投資，而66%的城市認為過去三年在此的投資不足。在大流行之前的三年裡，超過三分之二的歐盟城鎮有增加基礎設施投資。投資領域往往集中在某些類型的基礎設施上，例如數位基礎設施（佔所有城鎮70%）、社會服務（佔所有城鎮60%）以及減緩氣候變化措施（佔所有城鎮56%）。當地城鎮溫室氣體排放量約佔總排放量的70%。
地方政府投資佔政府投資總額的45%。投資領域包括大眾運輸或水務相關等基礎設施，也包含更新公共設施，如學校、醫院和公營住宅。在這些項目中將能源轉換效率列入優先考慮項目，將有助於歐洲實現氣候目標。

## 評估成本與收益

### GDP
減緩和調適政策的成本可用相對於GDP的百分比來衡量。使用這種成本評估法的一個問題是GDP本身為一種不完美的福利衡量標準。（p. 478）經濟中存在外部性因素，表示某些價格可能無法真正反映其社會成本。
針對這些問題，可對GDP估計值進行修正，但不易計算。有些人建議使用其他方法來評估政策，例如聯合國地球高峰會制定的"綠色"GDP會計體系和一系列永續發展指標。

### 基線
所謂排放基線是在沒有政策干預的情況下發生的排放。基線情景的定義對於評估減排成本有重要功能。（p. 469）經由此基線而決定須減排數量以及實施減排政策的成本。
研究此的科學文獻中使用多個關於基線的概念，包括"有效"和一切照舊(BAU) "案例。在有效基線中，假設所有資源都能有效利用。在BAU案例中，假設未來的發展遵循過往的趨勢，不做任何改變。 BAU基線通常與高溫室氣體排放相關，並反映出當前能源補貼政策的延續或其他市場失靈。
一些高排放BAU基線表示當時每單位排放的淨緩解成本相對較低。當BAU情景預期排放量大幅成長之後，總減排成本將會相對較高。相反的，在有效基準中，每單位排放量的緩解成本可能相對較高，但當排放量減少之後，總緩解成本將會變得較低。

### 附帶影響
所謂附帶影響是緩解政策的次要或是副作用，將它們納入研究會導致更高或更低的緩解成本估計。（p. 455）降低死亡率和發病率成本將會是執行緩解措施的主要附帶效益。這種益處與減少化石燃料的使用有關，空氣污染因而降低，降低空氣污染本身的益處就會大於成本。（p. 48）但也可能存在附帶成本。

### 靈活性
靈活性是指以最低成本達到減排的能力。政府在減少排放的監管框架中允許越大的靈活性，實現減排的可能成本就越低（研究人員Markandya等人研究報告，2001年：455）。
- "地點"靈活性 - 可透過在減少排放最有效的地方來降低成本。例如《京都議定書》的靈活性機制允許"地點"靈活性（研究人員Toth等人研究報告，2001年：660）。[7]
- "時間"靈活性 - 可在最有效的時段進行削減，而降低成本。

將碳匯納入政策框架是另一項靈活性。植樹和林業管理行動可增加碳匯總體的容量。土壤和其他類型的植被也是潛在的碳匯。但這個領域的活動如何影響淨排放量仍存在不確定性（例如自然系統的複雜性、衡量的困難度、數值差異與氣候反饋機制等因素）。

### 無悔選擇
無悔選擇是假設在尚未完全了解未來氣候變化的情況下，而採取行動和制定預防措施以開發社會和經濟效益。
這類減排方案也可帶來大量利益 - 例如增加太陽能和風能發電。（p. TS-108）
不同的研究對經濟生產可能性曲線（定義為透過最佳可用投入（自然資源、勞動力等）可獲得的最大產出）的實現程度做出不同的假設。
淘汰煤炭的移除效益高於成本。透過改善步行和騎自行車基礎設施而放棄使用汽車，將會取得免費，及有利於國家整體經濟的益處。

### 技術
關於基線和緩解情景中的技術發展和效率的假設將會對緩解成本有重大影響，特別是在自下而上的研究中。潛在技術效率改進幅度取決於對未來技術創新和這些技術的市場滲透率的假設。

### 折扣率
評估氣候變化影響和緩解政策涉及對不同時點發生的經濟流動進行比較。經濟學家使用貼現（折扣率）來比較不同時期所發生的經濟效應 - 將未來的經濟影響轉化為當前的價值。折扣率通常為正數，因為平均而言，當前投入的資源可在以後轉化為更多資源。如果將減緩氣候變化視為一項投資，那麼投資回報可用來決定減緩氣候變化可支出的數目。
綜合評估模型（IAM）用於估算碳的社會成本。折扣率是IAM模型中使用的因素之一。經常使用的IAM是威廉·諾德豪斯開發的動態綜合氣候經濟模型（DICE模型）。 DICE模型利用折扣率、不確定性和風險來進行氣候政策的效益和成本估計，並將當前經濟行為因素列入。
選擇折扣率對任何氣候變化成本分析結果都有很大影響（研究人員Halsnæs等人研究報告, 2007年:136）。使用過高的折扣率會導致當前緩解投資過少的結果，但使用過低的折扣率會導致當前投資過多的結果。在具有高折扣率的情況下表示當前一美元的價值比其未來價值高很多。
折扣率可作為一種規定性，也可作為描述性。所謂描述性是根據人們日常決策行為中所觀察到的折扣率（私人折扣率）（IPCC，2007年c：813）。在規定性方面，選擇某種貼現率是認為其最符合子孫後代的最大利益（社會折扣率）。
描述性方法可被理解為最大限度為子孫後代提供可用的經濟資源，讓他們到時能決定如何使用這些資源（研究人員Arrow等人研究報告., 1996年b:133–134）。規定性方法可被理解為在經濟合理的情況下盡可能減少氣候變化風險的工作。
DICE模型採用描述性方法，其折扣反映當時的實際經濟狀況。在最近的DICE模型 （DICE-2013R模型）中，碳的社會成本根據以下替代情景進行估算：(1) 基線情景，即氣候變化政策自2010年以來未發生變化，(2)最佳情景，當氣候變化政策最佳（完全實施和遵循氣候政策）時，(3) 當最佳情景在1900年數據後升溫不超過2°C限值時，(4) 當2°C限值是平均值而非最佳值時，(5) 當使用0.1%（近零折扣率）時（如《斯特恩報告》中使用的假設），(6) 當也使用近零折扣率，但加入校準利率時，以及(7）當使用3.5%的高折扣率時。
根據研究人員Markandya等人 (2001年:466)的說法。評估緩解計畫時所使用的折扣率需要至少部分反映資本的機會成本。Markandya等人認為在已開發國家，約4-6%的折扣率可能屬於合理，而在開發中國家，則引用10-12%的折扣率。評估私人項目時所使用的折扣率較高，可能在10%至25%之間。
在決定如何將未來氣候變化影響做折扣時，有必要列入價值判斷（研究人員Arrow等人研究報告., 1996年b:130）。 IPCC (2001年a:9) 的報告說對於該領域長期折扣率的使用尚未達成共識。規定性折扣方法導致長期實際折扣率為2-3%，而描述性方法導致稅後折扣率至少為4%，有時甚至更高（研究人員Halsnæs等人研究報告，2007年：136）。
即使到今日也很難就適當的折扣率達成一致的看法。折扣率為規定性或描述性的方法源自於諾德豪斯和斯特恩的觀點。諾德豪斯採用一種描述性方法，"假設減緩氣候變化的投資必須與其他領域的投資競爭"。而斯特恩採取一種規定性方法，"得出這樣的結論：任何正數的純粹時間偏好率（給予現在比將來較高的比重）都是不道德的"。
諾德豪斯的看法是他的描述性方法表示氣候變化的影響是緩慢的，因此氣候變化投資應該與其他投資處於同一競爭水平。他將折現率定義為資本投資的報酬率。DICE模型使用估算出的市場資本報酬率作為折扣率，平均約為4%。他認為較高的折扣率將使未來的損失看起來很小，因此會降低今天減少排放的行動。較低的折扣率將使未來的損失看起來更大，而必須在今日投入更多的努力來減少排放。.
斯特恩的看法是純粹時間偏好率被定義為當代人和後代人擁有平等資源和機會的情況下的折扣率。在此情況下，零純時間偏好率表明所有世代都受到平等對待。後代人對今天的現行政策沒有"發言權"，因此當代人有道德責任以同樣的方式對待後代。他建議當代人應採用較低的折扣率作為一種為未來的長期投資，以為後人減少氣候變化的風險。
做出假設是為支持高折扣率和低折扣率的估計結果。這些估計取決於未來的排放量、相對於溫室氣體濃度而增加的氣候敏感度以及隨著時間的推進發生影響的嚴重性。長期氣候政策將對子孫後代產生重大影響，此稱為代際折扣。使代際折扣變得複雜的因素包括經濟成長的巨大不確定性、子孫後代受到今天政策的影響以及私人貼現會因較長的"投資期限"而受到影響。

#### 爭議
在緩解氣候變化和環境經濟學中，折扣（貼現）是一個相對有爭議的問題，因為對後代的評價低於對當代人的評價會產生倫理上的問題。非經濟學家經常發現很難理解這樣的想法：數千美元的未來成本和收益在折扣後現在的價值不到一美分。這種貶值可能會導致過度消耗和"策略性無知" - 個人對可防止資源過度消費的資訊採取忽略的做法。.與此相反，關注平等的正統經濟學家認為，在不同時間段內公平地分配社會資源非常重要，並且由於他們普遍正確或是錯誤的無視全球氣候變化而預測經濟將出現正向增長。他們認為當代人破壞後代子孫將會居住的環境，因此當代人應該消耗與生產更多，以支持其正確或錯誤假設的淨GDP成長，以供子孫後代享用。話雖如此，但並非所有經濟學家都同意這一觀點，著名英國經濟學家弗蘭克·普倫普頓·拉姆齊曾將折現描述為"在道德上站不住腳"。
這場爭議的根源之一可歸因於環保人士和企業/政府看待世界的時間尺度之間的差異。碳酸鹽-矽酸鹽循環和米蘭科維奇循環等環境過程發生在數千年的時間尺度，而基礎設施投資等經濟過程僅發生在短至三十年的時間尺度。這兩種規模之間的差異導致在平衡永續性和效率之間的利益變得異常困難。

#### 施行
由於折扣率是由各個政府所選定及施行，因此其在全球各地並非一致。這種比例從高達15%（如菲律賓）到低至3%（如德國）不等。

#### 美國
美國採用的折扣率是政策分析中的一個複雜領域。每個政府機構採用的折扣率並不相同。截至1992年，美國國家環境保護局（EPA）建議的折扣率為2%至3%，而美國行政管理和預算局採用的折扣率為7%。更為複雜的是，這些比率並不穩定，並且每年會根據政府決定而變化。

#### 英國
英國目前使用的是所謂的遞減貼現率。遞減貼現率越來越受歡迎，因為它可用以處理經濟成長的不確定性，而會更加重視未來的收益，但這種優勢的程度仍有待證明。

## 決策分析
這是一種用於評估不同的潛在決策的定量型分析。例如成本效益分析和成本有效性分析。採用成本效益分析法時，同時從經濟角度進行成本和效益評估。在成本有效性分析中，對有效性方面，例如大氣溫室氣體濃度的指定上限，並非基於經濟作評估。
決策分析的好處之一是可重複進行。然而也有人點出其弱點：
- 決策者：
  - 在決策分析中，假設在整個分析過程中只有單一決策者，其抱持良好順序的偏好。在成本效益分析中，決策者的偏好是透過應用支付意願原則（WTP）和接受意願原則（英语：Willing to pay）（WTA）的概念來確定。應用這些概念是為確定社會對不同資源所賦予的總價值。[86]
  - 然而事實上並無所謂的單一決策者。而不同的決策者有其不同的價值觀和偏好，因此，決策分析無法產生受普遍喜好的解決方案。
- 效用評估：氣候決策造成的許多結果均很難評估。

研究人員Arrow等人 (1996年a) 的研究結論是雖然決策分析有其價值，但無法確定全球最佳的緩解政策。在確定國家最佳緩解政策時，決策分析的問題被認為較不重要。

### 成本效益分析
在經濟上有效的緩解措施中，緩解的邊際（或增量）成本將與減排的邊際效益相平衡。"邊際"是指比較防止（減少）最後一單位二氧化碳當量排放的成本和效益。單位以二氧化碳當量噸數計量。邊際效益是指在給定的排放途徑（碳的社會成本）中減少一噸額外的碳（以二氧化碳的形式排放）所避免的損害。
採用這種方法出現的一個問題是，緩解的邊際成本和效益並非確定，特別是在緩解的效益方面（研究人員Munasinghe等人研究報告, 1996年, p. 159）在缺乏風險迴避以及成本和收益確定性的情況下，最佳緩解水準將發生在邊際成本等於邊際收益的時候。這些模型在截至2022年時還不夠好，無法確定前述情況，但IPCC表示，"新出現的證據顯示即使不考慮緩解對其他永續發展維度產生的協同效益，全球在21世紀將升溫限制在2°C之內的益處也會超過緩解所需的成本"。（p. 51）

#### 損害函數
在成本效益分析中，緩解的最佳時機更取決於總損害函數的型態，而非氣候變化的整體損害（研究人員Fisher等人研究報告, 2007年:235）。如果使用的損害函數顯示平滑且有規律的損害，例如三次方函數，顯示應該推遲減排。這是因為早期減排的好處被投資於其他加速經濟成長的領域所帶來的好處所超越。如果損害函數改而將災難性氣候變化影響的可能性加入，則結果可能會發生變化。

## 成本估算
估算緩解所需的成本取決於基線（在這種情況下，是與替代情景進行比較的參考情景）、成本建模方式以及對未來政府政策的假設。:622特定地區的緩解成本估算取決於該地區未來“允許”的排放量，以及採取干預的時機。:90
減排成本將依據據減排方式和時間的不同而有變化：但及早、周密計劃的行動會讓成本最小化。將全球升溫控制在2°C以下，其獲益會超過花費的成本。 
許多經濟學家估計緩解氣候變化所需的成本會佔國內生產毛額（GDP）的1%到2%。 在2018年所做的一項估計顯示，每年花費1.7兆美元可將溫度升高限制在1.5°C。這是一筆巨款，但仍遠低於各國政府為化石燃料行業提供的補貼，國際貨幣基金組織（IMF）估計這種成本每年超過4.7兆美元。 但到2022年底，許多人認為將溫度限制在1.5°C是個在政治上不可能的任務。
緩解措施產生的經濟影響會因地區和家庭而異，取決於政策設計和國際合作水平。全球合作有所延遲會增加各地區的政策執行成本，特別是在目前碳密集度較高的地區。具有統一碳值的路徑顯示在碳密集度更高的地區、化石燃料出口地區和較貧困地區，減緩成本會更高。以GDP或貨幣形式表示的總量數字，會低估對較貧窮國家中家庭的經濟影響，對當地福利和福祉的實際影響會相對較大。

### 全球成本
緩解成本估算主要取決於設定的基線（在本例中是與替代情景進行比較的參考情景）、成本建模方式以及對未來政府政策的假設。:6222030年宏觀經濟成本的估算為多種氣體減量（減少二氧化碳和其他溫室氣體，例如甲烷的排放）之後，全球GDP相對於基線將介於下降3%到小幅增長之間。此時的大氣中溫室氣體穩定在445至710百萬分比（ppm） 二氧化碳當量之間的排放途徑。到2050年，全球GDP相對於基線穩定在710至445 ppm二氧化碳當量之間，估計GDP在增加1%到減少5.5%之間。這些成本估算得到中等數量的證據和大量文獻共識的支持。:11, 18
宏觀經濟成本的估計所用的大多數模型均假設市場透明、無交易成本，以及於所有地區在整個21世紀中完美實施具有成本效益的政策措施。:204將這些假設放寬部分或是全部後將會導致成本估算顯著增加。另一方面，可透過加速技術學習或可能使用碳稅/排放許可證收入來改革國家稅收制度，以減少估算的成本。:8
在大多數評估研究中，日益嚴格的穩定目標將會推高成本。在基線排放量較高的情況下，緩解成本通常因而增高。在排放基線排放量較低的情況下，緩解成本通常會隨降低的溫室氣體穩定濃度而減少。

### 分配效應

佔全球人口1%的最富有者，其溫室氣體排放量是佔全球人口50%最貧窮者整體排放的兩倍以上。根據巴黎協定，控制升溫在1.5°C內的情景下，前者需要減排30%，後者則可增加排放約3%。

#### 區域成本
有幾項研究對區域緩解成本做估算。研究的結論如下：:776
- 區域減排成本很大程度取決於假設的溫室氣體濃度穩定水準和基線情景。排放配額/許可證的分配也是重要因素，但對大多數國家而言，其重要性不如溫室氣體濃度穩定水準。
- 其他成本來自國際貿易的變動。對應於基線，化石燃料出口地區可能會受到煤炭和石油出口損失的影響，而一些地區的生物能源（來自生物質的能源）出口可能會增加。
- 基於目前排放量的分配方案（即最多的配額/許可證給予當前最大的污染排放者，最少的配額給予當前最小的污染排放者）會導致發展中國家的福利損失。而採排放量趨同方式（指不同國家的人均排放量隨著時間的推移而趨於一致的過程，但做法為根據各國的人均排放量分配排放配額。各國可以根據自身情況靈活使用排放配額）[129]可為開發中國家帶來福利利益。

#### 部門成本
人們於2001年預測再生能源產業可能會從緩解措施中受益。與基線情景相比，煤炭（可能還包含石油）產業預計可能會有相當大比例的產出損失。:563

## 成本分攤

### 分配減排成本
關於如何分配減排責任，有不同的建議：:103
- 平等主義：此系統將問題解釋為每個人對全球資源擁有平等權利（即污染大氣）。
- 基本需求：此系統將根據基本需求（根據最低消費水準定義）分配排放量。超過基本需求的消費國家將被要求購買更多的排放權。從這個角度來看，開發中國家在排放控制制度下至少需要像在該制度之外一樣有足夠財力，才能達到減排的目標。
- 比例原則和製造污染者付費原則：比例原則反映古老的亞里斯多德主義原則，即人們應根據其投入的比例而獲得收益，並根據其造成的損害按比例付費。這與"製造污染者付費原則"有潛在關係，可透過多種方式理解：
  - 歷史責任：此看法主張排放權的分配應基於過去排放的模式。目前大氣中三分之二的溫室氣體存量是由已開發國家過去的行為所造成。[132]:29
  - 可比負擔和支付能力：根據此方法，各國將根據可比負擔及其承擔減排成本的能力來減少排放。評估負擔的方法包括人均貨幣成本，以及其他更複雜的衡量標準，例如聯合國開發計畫署開發的人類發展指數。
  - 支付意願原則：根據此方法，各國根據其支付能力以及從減少排放中受益的程度[133]來承擔減排量。

### 具體建議
- 人均權利平等：這是最廣泛引用的分配減排成本的方法，源自於平等主義。[131]:106這種方法再分為兩類。第一類是排放量根據全國人口進行分配。第二類是排放量的分配方式試圖將歷史（累積）排放量列入考慮。
- 現狀：根據此法，歷史排放量被忽略，當前排放量被視為現況排放權。[131]:107這種方法可與水產業進行類比，水產是種常見的有限資源。可用大氣來類比，大氣可以被視為一種可耗盡的自然資源。[132]:27在國際法中，一國承認另一國對水產資源的長期使用況。該國也承認另一國的部分經濟依賴這類資源。

## 改變的障礙
在當代社會經濟體系、全球化競爭性消費環境下，許多大公司的目標是力求產生近乎最大的利潤，如果延緩氣候變化行動對其有利時，它們也會運用一切合法手段為之。而盡力幫助緩解氣候變化並不符合其利益，因為消費者正在購買他們的產品，而股票市場會低估（或無法評估）緩解行動能帶來的社會利益。
氣候政策或措施中的一部分總是在最初時至少部分會不受歡迎，並且在當代（競選活動、政黨、媒體和以選舉/公投為依歸的）政治決策環境中，不受歡迎的決定會讓政治家很難直接頒佈或間接協助促進。最大責任或驅動因素的問題可能是誰擁有（或拒給）權力（和能力）來改變導致氣候變化的系統（例如運輸系統）。
根據一項研究，"將碳預算控制，導致升溫在1.5°C 之內（50%的機率），表示化石燃料'已探明的儲量'中有近40%不得開採。"
在當前經濟情勢下，氣候政策導致的全球化石燃料擱淺資產，這類未來的經濟損失會造成已開發經濟體投資者的財富遭受重大損失。

### 資料來源
- Carbon Trust, , Carbon Trust, March 2009  [2023-11-27], （原始内容存档于2013-05-04）
- Grubb, M.,  (PDF), World Economics, July–September 2003, 4 (3), （原始内容 (PDF)存档于2011-07-17）
- IPCC TAR WG3, Metz, B.; Davidson, O.; Swart, R.; Pan, J. , 编, , Contribution of Working Group III to the Third Assessment Report of the Intergovernmental Panel on Climate Change, Cambridge University Press, 2001  [2019-05-12], ISBN 978-0-521-80769-2, （原始内容存档于2017-02-27） (pb: 0-521-01502-2).
- Olivier, J.G.J.; Janssens-Maenhout, G.; Peters, J.A.H.W.; Wilson, J.,  (PDF), The Hague, Netherlands: PBL Netherlands Environmental Assessment Agency; Institute for Environment and Sustainability (IES) of the European Commission’s Joint Research Centre (JRC), 2011-09-21  [2012-10-08], ISBN 978-90-78645-68-9, （原始内容 (PDF)存档于2011-12-21）. PBL publication number 500253004. JRC Technical Note number JRC65918.
- Stern, N., , London, UK: HM Treasury, 2006, （原始内容存档于2010-04-07）
- World Bank,  (PDF), Washington, DC, USA: World Bank Environment Department, Carbon Finance Unit, 2011  [2023-11-27], （原始内容存档 (PDF)于2020-03-25）

## 外部連結
- IPCC Working Group III (WG III) （页面存档备份，存于）. This body assesses options for mitigating climate change through limiting or preventing greenhouse gas emissions and enhancing activities that remove them from the atmosphere.